# L'Affaire Nevenka
Pour plus de détails, voir Fiche technique et Distribution.
L'Affaire Nevenka (en espagnol : Soy Nevenka) est un drame biographique espagnol réalisé par Icíar Bollaín et sorti en 2024.
Le film est inspiré de faits réels, basés sur l'histoire politique de Nevenka Fernández, qui constituent l'un des premiers cas médiatiques du mouvement MeToo en Espagne.

## Synopsis
La jeune femme politique Nevenka Fernández, élue de la ville de Ponferrada, en Castille-et-León, subit un harcèlement de la part du maire de la commune, Ismael Álvarez.
Elle résiste, prend la parole malgré une opinion publique locale à l'époque en sa défaveur et entame un procès.

## Fiche technique
Sauf indication contraire, les informations mentionnées dans cette section peuvent être confirmées par les bases de données cinématographiques IMDb et Allociné,  présentes dans la section « Liens externes ».
- Titre original : Soy Nevenka
- Réalisation : Icíar Bollaín
- Scénario : Icíar Bollaín et Isa Campo
- Musique : Xavi Font
- Décors : Mikel Serrano
- Costumes : Clara Bilbao
- Photographie : Gris Jordana
- Son : Eva Valiño et Maite Cabrera
- Montage : Nacho Ruiz Capillas
- Production : Juan Moreno, Guillermo Sempere et Koldo Zuazua
  - Production exécutive : Guadalupe Balaguer Trelles
- Sociétés de production : Feelgood Media, Kowalski Films, Garbo Produzioni et NVA PELI A.I.E.
- Sociétés de distribution : Epicentre Films et Film Factory Entertainment
- Pays de production :  Espagne et  Italie
- Langue originale : espagnol
- Format : couleur
- Genre : drame biographique
- Durée : 117 minutes
- Dates de sortie :
  - Espagne :
    - 21 septembre 2024 (Saint-Sébastien)
    - 27 septembre 2024 (en salles)

  - Suisse : 18 octobre 2024 (Zurich)
  - France : 
    - 14 octobre 2024 (Festival Lumière de Lyon)
    - 6 novembre 2024 (en salles)

## Distribution
- Mireia Oriol : Nevenka Fernández
- Urko Olazabal : Ismael Álvarez
- Ricardo Gómez : Lucas
- Lucía Veiga : Charo Velasco
- Carlos Serrano : Mario
- Javier Galego : Juan Ignacio
- Mercedes del Castillo : Maricina
- Font Garcia : Adolfo, l'avocat
- Mabel del Pozo : la mère de Nevenka
- Pepo Suevos : le père de Nevenka
- Candela Díaz Sanz : Sandra, amie de Nevenka
- Mirena Nafarrate : Natalia, amie de Nevenka

## Sortie

### Accueil critique
En France, le site Allociné donne une moyenne de 3,4⁄5, d'après l'interprétation de 18 critiques de presse.

## Nominations
- 2025 : 39e cérémonie des Goyas , 4 nominations : 
  - Urko Olazabal dans la catégorie du meilleur acteur[8]
  - Lucía Veiga dans la catégorie du meilleur espoir féminin
  - Iciar Bollaín et Isa Campo dans la catégorie du meilleur scénario adapté
  - Catégorie de la meilleure photographie